# Thiodolf Rein
Karl Gabriel Thiodolf Rein, född den 28 februari 1838 i Helsingfors, död där den 18 november 1919, var en finländsk universitetslärare och filosof, son till Gabriel Rein, far till Gabriel Rein. 

## Biografi
Rein inskrevs som student vid universitetet i sin hemstad 1853 samt promoverades 1860 till filosofie magister och 1869 till filosofie doktor (bägge gångerna som primus). Han utnämndes 1863 till docent och 1869 till professor i filosofi. Åren 1887-96 var han universitetets rektor samt förordnades 1896 till tillförordnad vicekansler för detsamma. Han tog 1900 avsked från professuren. Under Bobrikoffs regim entledigades han 1903 från vice-kanslersämbetet, där de maktägande fann honom obekväm, men erhöll 1906 ånyo uppdraget, från vilket han 1910 på begäran befriades. År 1908 blev han ledamot av Vetenskaps- och vitterhetssamhället i Göteborg.
Som filosof genomgick Rein en rik utveckling, varvid utgångspunkten var den suveränt spekulativa riktning, som, kulminerande i Hegel, med kraft uppbars av Reins lärare och namnkunnige företrädare på den filosofiska lärostolen J.V. Snellman. Denna ståndpunkt ger sig till känna i Reins akademiska avhandlingar: Grunddragen af den filosofiska imputationsläran (1863), Om kunskapens möjlighet (1867) och Om den filosofiska metoden i sitt förhållande till öfriga vetenskapliga metoder (1868). 
Medan Rein av nämnda doktrin allt framgent behöll den höga värdesättningen av historia och sociala spörsmål, vilket också senare betingade hans stridsställning mot den extrema individualism och esteticism, som kom till blomstring genom Nietzsche med flera, blev för honom ett tidigt framträdande specialintresse för psykologisk forskning vägen till väckelserik beröring med tidens empirism. 
Waldemar Ruin skriver i Nordisk Familjebok: "En högst njutbar, till stil och innehåll lika förtjänstfull bok är hans bredt anlagda Försök till en framställning af psykologin eller vetenskapen om själen, I, II, l (1876, 1891). Här har han lämnat Hegels konstruerande metod långt bakom sig, dragit nytta af både Herbart och Spencer, tillvaratagit både psykofysik och evolutionsteori, men mest kanske funnit sig i samförstånd med den som logiker, psykolog och metafysiker lika fine och spirituelle, naturvetenskapligt skolade Hermann Lotze." 
"I likhet med denne", fortsätter Ruin, "stannar han vid en empiriskt rikligt orienterad, men samtidigt i spiritualistisk riktning metafysiskt fördjupad världsåskådning, som gör bestämd front mot positivismens flacka sinnliga aspekt och agnostiska tendenser. I detta afseende är kanske bäst upplysande hans som inbjudningsskrift till promotionen 1900 utgifna Några ord om filosofins uppgift och ställning vid sekelskiftet." 
För skolundervisningen utgav han Lärobok i den formella logiken (1882; 3:e upplagan 1908) samt Lärobok i psykologin för skolornas behof (1898; båda jämväl på finska) samt dessutom, enbart på finska, en något mera omfattande psykologisk lärobok (Sielutieteen oppikirja). På det historisk-biografiska området utövade Rein en ganska vidlyftig verksamhet, bland annat som medarbetare i samlingsverk. 
Hans kanske förnämsta verk blev den i två band utgivna teckningen av Johan Vilhelm Snellman (1895, 1901; 2:a upplagan 1904-06), som, på samma gång som den framstår som den klassiska Snellmansbiografin, innebär en värdefull kultur- och miljöskildring. I en av Svenska litteratursällskapet i Finland utgiven serie behandlade Rein Filosofins studium vid Åbo universitet (1908). 
Slutligen publicerade Rein, som en lång tid tillhörde redaktionen av tidskriften "Valvoja", en mängd uppsatser i den periodiska pressen, varav särskilt är att märka hans artikel om Pontus Wikner (i "Nordisk tidskrift för vetenskap, konst och industri", 1892). I bokform utgav han 1903 en samling Uppsatser och tal. Bland hans senare arbeten kan nämnas biografin över Leo Mechelin (1915) och självbiografin Lefnadsminnen (1918).
Ett vaket intresse för det politiska livets uppgifter ådagalade han redan genom sina Ströftåg på den allmänna statsrättens område (1868, 1870 i Juridiska föreningens tidskrift). Sedan 1872 representerade Rein vid samtliga ståndslantdagar sin ätt på riddarhuset, där han var den finsktsinnade minoritetens främste man och där han förvärvade sig ståndets synnerliga förtroende. 
Märkas kan särskilt hans inflytande i 1877 års Allmänna besvärsutskott vid åstadkommandet av ett försonligt förslag i fråga om finskspråkiga skolors inrättande av staten. Åren 1885-86 arbetade han i den kommitté, som var tillsatt för kodifiering av Finlands grundlagar. Åren 1904-05 samt 1905-06 satt han i det viktiga grundlagsutskottet. Han verkade i synnerhet i konstitutionella samt skol- och humanitetsfrågor och kännetecknades, skriver Ruin, "städse af ett frisinnadt och fördomsfritt uppfattningssätt". Han anslöt sig senare till det ungfinska partiet.

## Utmärkelser
- Storkorset av Finlands Vita Ros’ orden,  18 juli 1919[3]

[Redigera Wikidata]